# Бригадирська вулиця
Бригади́рська ву́лиця — зникла вулиця Києва (приєднана до іншої магістралі), що існувала в Залізничному, нині Солом'янському районі Києва, місцевість Солом'янка. Пролягала від вулиці Урицького (нині — вулиця Митрополита Василя Липківського) до вулиці Патріарха Мстислава Скрипника.

## Історія
Вулиця виникла наприкінці XIX століття під назвою Покровський провулок, від Покровської церкви, розташованої поруч. Простягалася від Мстиславської (нині — вулиця Патріарха Мстислава Скрипника) до Отділенської вулиці (згодом — вулиця Єрмака). На карті 1943 року позначена як Мстиславський провулок. У 1955 році набула назву Бригадирська вулиця, проходила від вулиці Мстислава Скрипника до тупика поблизу вулиці Кудряшова. 
Наприкінці 1960-х років скорочена до вулиці Урицького у зв'язку зі зміною забудови та переплануванням. Стару забудову було знесено до початку 1970-х років. У 1981 році назву вулиці було скасовано, фактично — приєднано до Стадіонної вулиці, початкова частина теперішньої Стадіонної вулиці — це колишня Бригадирська вулиця.